# Sportsvæddemål
Sportsvæddemål eller sportsbetting, er, når flere personer hver især gætter på, hvad udfaldet af en bestemt sportsbegivenhed vil være, samtidig med at de satser noget, de kan beholde eller tabe til de andre (eller til en spiludbyder (f.eks. en bookmaker)). Når den enkelte vinder eller taber, afhænger det af, om vedkommende får ret i sin forudsigelse af resultatet eller ej.
Sportsvæddemål indgås derfor enten ud fra en dybtgående viden om væddemålets genstand ("kvalificeret gæt") eller på baggrund af lyst til (hasard). Væddemål finder ofte sted på væddeløbsbanen, på bookmakere og online.